# 빅슨 (밴드)
빅슨(영어: Vixen)은 미국의 록 밴드이다.

## 음반 목록
정규 음반
- Vixen (1988)
- Rev It Up (1990)
- Tangerine (1998)
- Live & Learn (2006)